# Cristina (Spagna)
Cristina è un comune spagnolo di 553 abitanti situato nella comunità autonoma dell'Estremadura.